# Komitet Opieki Nad Miejscami Zbrodni Komunizmu
Komitet Opieki Nad Miejscami Zbrodni Komunizmu (KONMZK) – polska pozarządowa organizacja społeczno-kulturalna, wpisana do rejestru stowarzyszeń 13 marca 2003. Do głównych celów i zadań Stowarzyszenia należy opieka nad miejscami zbrodni komunistycznych, np. zbrodni katyńskiej.

## Zarząd
- Antoni Wiatr - przewodniczący
- Roman Hnatowicz - wiceprzewodniczący
- Andrzej Leopold Klita - wiceprzewodniczący
- Helena Kosowska - sekretarz
- Marian Bracha - skarbnik